# Ceci Cunha
Josefa Santos Cunha (Feira Grande, 15 de agosto de 1949 — Maceió, 16 de dezembro de 1998), mais conhecida como Ceci Cunha, foi uma médica, professora e política brasileira filiada ao Partido da Social Democracia Brasileira (PSDB).
Josefa Santos Cunha nasceu em Feira Grande, Alagoas, em 1949. Foi vereadora de Arapiraca entre 1988 e 1995 e deputada federal pelo PSDB de Alagoas entre 1995 e 1998.
Foi morta em 1998, junto com sua família, no dia em que foi diplomada deputada federal, a mando de seu suplente, Talvane Albuquerque Neto. É mãe do político Rodrigo Cunha.